# Combo Niños
Combo Niños est une série d'animation française, réalisée par SIP Animation, et destinée aux 6-10 ans.

## Synopsis
Plusieurs siècles auparavant, les Divinos, des êtres surpuissants et mauvais, faisaient régner le chaos sur la cité de Nova Nizza et menaçaient le monde.
Quatre capoeristas, détenant le pouvoir du Tigre, du Taureau, de l'Aigle et de l'Iguane, parvinrent à les sceller dans une dimension parallèle.
Aujourd'hui, les Divinos sont de retour. Maître Grinto, gardien de la dimension parallèle, confère à quatre enfants de 11 ans, Serio, Paco, Azul et Pilar, le pouvoir des quatre animaux pour contrer à nouveau les Divinos. Ce sont les Combo Ninos !

## Personnages
Les Combo Ninos :
- Serio : Le farceur et le sentimental du groupe. Il adore l'art, spécialement la poésie (son pseudo internet est PoèteSolitaire22). Il est fou amoureux d'Azul et fait un visage "kawai" dans les scènes intimes avec elle. Son totem est le Tigre (Tigrillo). Transformé, il devient super-rapide et ses griffes coupent quasiment tout.

- Paco : Le sportif et le chef du groupe. Costaud, tête brulée et partisan de la manière forte, il a quand même un cœur d'or. Il est fan de tlachtli (jeu de balle aztèque nommé Novanoc dans la série) et veut devenir joueur professionnel quand il sera adulte. Son totem est le Taureau (Toro). Transformé, il acquiert une force surhumaine et peut prendre la forme d'une boule pour charger les ennemis.

- Azul : L'intello du groupe. Elle est la voix de la raison parmi les trois autres membres et ne semble pas indifférente aux avances de Serio. Elle a inventé un dispositif servant de banque de données sur les Divinos. Son totem est l'Aigle (Aguila). Transformée, elle devient capable de voler et peut déchainer de violentes bourrasques d'air, elle exerce aussi un certain contrôle sur tous les oiseaux.

- Pilar : La loufoque du groupe. Elle passe son temps à faire des trucs plus que bizarres (Elle considère le flan aux fruits comme une entité maléfique, par exemple...), mais est une excellente amie. Son totem est l'Iguane (Iguana). Transformée, elle peut marcher aux murs et s'étirer comme Mr. Fantastic.

Alliés :
- Grinto : Maitre capoerista, ce vieil homme est le mentor des quatre héros, les entrainant à la capoeira et leur donnant des leçons de vie (liées à la morale de l'épisode). Il est également le bibliothécaire de l'école, permettant aux Ninos de s'éclipser en douce quand le devoir appelle. Dans l'épisode L'attaque des Combo Divinos, on découvre qu'il peut lui aussi se transformer, sous le totem du Singe (Pinko). Jeune, c'était un sale gosse et un voyou, qui heureusement reçut l'entrainement de Bernie.

- Vieille Tête : Une tête de statue vivante, il s'y connaît aussi en Capoeira, même s'il n'intéragit pas autant avec les Ninos que Grinto. Dans l'épisode L'attaque des Combo Divinos, on découvre qu'il peut lui aussi se transformer, sous le totem de la Libellule (Dragono). Autrefois un humain du nom de Bernie et mentor de Grinto, il fut transformé en Vieille Tête pour être entré dans le monde des Divinos (pour sauver Grinto). À l'époque, son totem était le Dragon (Le passage à la Libellule n'est pas anodin, puisqu'en espagnol, ala de dragon signifie littéralement aile de dragon. Et en anglais, libellule se dit dragonfly, soit mouche-dragon.).

Ennemis :
- Diadoro : Ex-maire de Nova Nizza, il libère les Divinos un par un pour tenter de reprendre son titre passé. Incarnation parfaite du sale type, il est également d'une intelligence limitée et est claustrophobe. Dans le dernier épisode, il se laisse involontairement posséder par un Divino, acquérant ainsi une force surhumaine, un corps élastique (comme Pilar) et des pouvoirs "psychiques".

- Gomez : Savant fou recruté par Diadoro, il lui obéit sans discuter, même s'il trouve parfois ses plans débiles. Il n'est pas fondamentalement méchant, et ne travaille pour Diadoro que parce qu'il l'a recruté (il l'appelle "patron"). Plusieurs scènes dans la série semblent impliquer qu'il est en fait amoureux de Diadoro.

Les Divinos :
- El Gecko : il a la forme d'un lézard, il a une âme d'artiste et un égo surdimensionné. Il s'amuse à faire des graffitis partout dans la ville et se sert du bout de sa queue pour projeter de la peinture. Il peut donner vie à ses dessins, mais il suffit de les aplatir pour les neutraliser. Il tentera d'enrôler Serio en l'hypnotisant mais il se réveillera à la suite d'un cri de détresse d'Azul. El Gecko sera enfermé dans une toile d'artiste.

- Loli Bisou Bisou : la divina de l'amour illusoire, elle envoûte quiconque la regarde dans les yeux. Sous ses airs de petite poupée mignonne se cache en réalité une sorcière qui se nourrit de l'amour que les gens envoûtés lui porte. Seule Pilar a pu la voir sous son vrai visage avec ses étranges lunettes de soleil en forme de cœur. Loli sera enfermée dans une boîte de poupée, ironique non?

- Sportivo : un divino sportif pratiquant le Nova-Noc, il est très rapide mais surtout très personnel, il se croit totalement invincible et imbattable. Ses pouvoirs sont effectifs uniquement lorsqu'il remporte un match 100 points à zéro, il asservira alors tout un stade pour les obliger à nettoyer ses serviettes après l'entraînement, d'autres fabriqueront des balles et les derniers devaient lui masser les pieds. Il finira blasté dans une balle de Nova-Noc.

- Bouffe-Ballot : un divino gigantesque qui a un appétit insatiable, il mange absolument tout ce qui lui passe sous les pattes. Il fit semblant d'être dressé par Serio afin de pouvoir disposer de son plat principal, de la viande humaine. Les combo finiront par l'enfermer dans une piñata en forme d'âne.

- Parasito : vis dans les entrailles de Bouffe-Ballot, totalement inoffensif. Il aidera Diadoro et Gomez à sortir du ventre de Bouffe-Ballot.

- Sylvana : la divina de la jungle, elle peut manipuler les plantes à volonté. Elle participa sous l'invitation de Diadoro à planter des arbres et des fleurs dans tout Nova Nizza. En réalité, son but était de noyer la ville sous la jungle. Elle est toujours accompagnée de Rina, une grenouille rainette parlante qui prend une taille immense si Sylvana la touche. Elle finira enfermée dans un arrosoir.

- Genio : un divino avec un cerveau énorme proportionnel à son génie. Il ne s'arrête jamais de défier n'importe qui pour prouver la supériorité de son génie, s'il gagne il manipule la conscience des perdants pour leur donner un comportement animal. Il peut invoquer de drôles de singes avec un gros cerveau, mais par contre très stupides. Il sera vaincu par Pilar lors d'un concours d'intelligence et enfermé dans un yo-yo.

- Mama Conda : divina ayant la forme d'un serpent géant, elle a la réputation de manger les pierres. Elle fut enfermée d'abord dans un livre mais sera libérée par ses trois fils qu'elle laissa à Nova Nizza. Mais grâce à Serpia, la fille de Mama Conda ne voulant pas la destruction de la ville et s'étant liée d'amitié pour Azul, Mama Conda et ses fils furent enfermés dans une pierre.

- Loro et Avé : mieux connus sous le surnom des divino prises de bec, ce sont deux oiseaux qui se disputent sans arrêt, mais leur plumes sèment la discorde. Ils voulaient se servir des habitants de la ville pour régler leur différend. Heureusement, ils seront arrêtés par les combo et enfermés séparément dans des pancartes les représentant.

- Capitan super Agua : un divino pouvant contrôler la mer et leur habitants, avec des airs de pirate, il a voulu engloutir la ville pour que ce soit les humains qui le divertisse, dans le but d'inverser les rôles. Il sera stupéfait par la résistance de Paco qui l'enfermera dans un coquillage.

- Insecto Gigante : un divino très nerveux qui a le pouvoir de contrôler les insectes. Azul a dû vaincre sa peur des insectes pour l'approcher. Il sera enfermé dans un bloc de glace.

- Fortuna : une divina capable de manipuler la chance et la malchance, elle s'est servie de ses pouvoirs pour porter la poisse aux combos, mais ceux-ci s'en serviront contre elle pour la déstabiliser. Ils finiront par l'enfermer dans une décoration de voiture en forme de dés.

- Señor Sueño : un gros divino se déplaçant sur un nuage est le divino du sommeil et des rêves. Son pouvoir tient en une horloge qu'il ne quitte jamais et qui plonge dans un sommeil profond quiconque est visé par celle-ci. Il se sert du sommeil des gens pour leur imposer des rêves et ainsi les obliger inconsciemment à lui construire un trône oreiller. Mais les combo verront la vérité et détruiront l'horloge du divino. Pour comble, le divino sera enfermé dans un réveille-matin.

- Duplico : un petit divino qui prend l'apparence de ceux qui le touche, mais il ne pense qu'à danser et chanter. Il réussira à échanger sa place avec Azul dans le monde des divinos, mais celle-ci réussira à s'échapper. Il finira enfermé dans une carte de vœux musicale représentant une scène de danse.

- Chiquito : un divino ayant le terrible pouvoir de ramener les adultes à l'enfance, il chercha à rallier Mestre Grinto en le faisant redevenir la fripouille qu'il était  étant enfant afin de l'emmener dans le monde des divinos pour qu'il soit changer en tête de bois comme Vieille Tête. Il sera enfermé dans un chapeau d'enfant.

- Pilouface : un divino possédant deux visages sur une même tête. Il a le pouvoir d'échanger absolument tout, il échangera les personnalités des combos, Paco et Sério se retrouvèrent dans les corps de Pilar et Azul, tandis que celles-ci se retrouveront dans les corps de Paco et Sério. Il cherchera à échanger Nova Nizza avec le monde des Divinos. Il finira enfermé dans une pièce à Pile ou Face.

- Les Fiesti Fiesti Mariachi : d'abord au nombre de trois, ils obligent les gens à danser quand ils jouent de la musique, mais leurs pouvoirs se verront décuplés en récupérant Bébé et son Tambour d'El Diablo. Mais celui-ci sera vaincu par Pilar et son rythme étrange. Les quatre Mariachi seront enfermés dans un tambour.

- Les frères Dynamo : un divino à deux têtes qui n'ont pas leur pareil pour inventer toutes sortes de machines à partir de rien. Ils fabriqueront un robot géant pour détruire la ville. Ils seront enfermés dans une caisse à outils.

- Mono : un divino singe très intelligent ayant le pouvoir de contrôler les pensées, mais surtout de faire régresser les humains en singes. Il a voulu se servir d'une antenne de télévision pour étendre son pouvoir de métamorphose sur toute la planète. Il sera emprisonné dans une balle de chewing-gum mâché.

- El Gazeoso : un divino extrêmement puant, il voulut transformer la ville en un monde de puanteur. Mais il sera vaincu par les combo et enfermé dans un sapin à senteur.

- Magnifico : considéré comme le plus puissant divino, il est élastique, possède une force surhumaine, mais son arme la plus terrible résulte de la concentration des rayons solaires pour lancer un halo magnifico. Il se retrouvera temporairement dans le corps de Diadoro, mais il comprendra vite comment le posséder et s'approprier son corps. Il est surtout extrêmement égocentrique, il ne peut pas s'empêcher de s'admirer dans des miroirs, c'est justement ce qui le perdra car il sera déstabilisé après que les Combo l'auront entouré de miroirs déformants. Il finira d'ailleurs enfermé dans un miroir.

- Perfida : une divina capable de se transformer en n'importe qui et n'importe quoi, elle est toujours accompagnée d'un caméléon nommé Judy. Elle cherchera à embobiner Pilar en faisant semblant d'être son amie et l'attirera dans le monde des Divinos. Les combos se dépêcheront de la sortir de là avant qu'elle ne subisse un sort horrible. Le seul but de Perfida était d'enfermer tous les Combos dans le monde des Divinos. Elle sera enfermée dans un capybara en peluche.

- Elephanto : un divino éléphant enfermé autrefois dans le monde des Divinos par Vieille Tête quand il était encore un humain. Les Combos le rencontreront alors qu'ils tenteront de retrouver Pilar attirée par Perfida.

- Calamar : un divino ressemblant à un poulpe géant, il sera très vite battu par les Combos et enfermé dans une boule à neige.

- Canino Malicio : un divino chien que Diadoro a libéré dans le but de lui faire retirer les masques des Combos pour découvrir leur identité secrète. Ce divino agit comme n'importe quel chien, sauf qu'il est gigantesque et très colèreux quand on lui pique ses jouets. Les Combos se fabriqueront d'autres masques avant de réussir à l'enfermer dans une balle de basket, puis ils récupèreront leurs anciens masques grâce à un fan.

- Divinito : un bébé divino sorti de son monde par Diadoro, pensant que celui-ci était le plus puissant et le plus dévastateur, alors que seuls ses pleurs déclenchent ses pouvoirs. Les Combos ne pourront pas activer le totem car il n'était pas totalement formé. Paco se rendra dans le monde des Divinos pour retrouver la mère dont le totem est complet. Ils pensaient qu'elle le ramènerait dans le monde des Divinos, mais elle décida de rester car son bébé s'amusait à Nova Nizza. Heureusement, ils l'arrêtèrent et enfermèrent mère et fils dans un hochet.

- Cupidito : c'est le divino de la richesse et du pouvoir, il ressemble à un clochard mais une fois au contact d'or et d'argent, il ressemble à un homme d'affaires bien de sa personne. Il a le pouvoir de mettre les riches sous son contrôle, avec le seul inconvénient de les faire parler en rimes. Il prendra le contrôle de Paco, devenu riche à la suite d'une bonne action, et en profitera pour dérober les trésors les plus précieux de la ville. Une fois qu'il possède assez de richesse, il acquiert une forme dorée qui lui permet de voler toutes les richesses de Nova Nizza. Mais les Combos réussirons à faire ouvrir les yeux à Paco et feront perdre tout son argent à Cupidito, source de son pouvoir, et l'enfermeront dans une BD collector de Señor Grande.

- Zotz : c'est le maître des monstres et des ténèbres, c'est un être sombre avec une énorme verrue au bout du nez et une chauve-souris parlante comme aide de camp. Il a voulu se servir de la nuit des zombies pour transformer tous les habitants de Nova Nizza en monstres pour ensuite s'en servir comme invités pour sa fête d'anniversaire. Il souffre d'un complexe lui faisant croire que personne ne l'aimait car on se moquait toujours de son apparence quand il était un divinito. Il réussira même à transformer Paco en zombie, Azul en sorcière et Pilar en hamster-garou. Seul Serio échappera à la malédiction en faisant du bruit, seule faiblesse des sbires de Zotz. Les Combo se transformeront à temps pour briser le sortilège car Zotz garde un contrôle définitif sur ses victimes après le douzième coup de minuit. Il sera enfermé dans une citrouille d'Halloween.

## Épisodes
Note : Il s'agit tantôt des titres français, tantôt des traductions des titres espagnols. La liste n'est donc pas totalement fiable.
1. Les Doubles
2. Insecto Gigante
3. Le Bouffe-Ballot
4. Canino Malicio
5. Le Divino des songes
6. Les Fiesti Fiesti Mariachi
7. El Gazeoso
8. Ga Ga Boum Boum
9. Loli Bisou Bisou
10. Viva Sylvana
11. Sportivo ! Sportivo !
12. Señor Super Agua
13. El Gecko
14. Les oiseaux de la discorde
15. Fantasticos Super Niños
16. L'attaque des Combo Divinos
17. Mama Conda
18. Malin comme Mono
19. La nuit des Zombies
20. Pilouface
21. Voyage dans le Monde Divino
22. Chiquito
23. Dame Chance
24. Le Divino Code
25. Paco le millionnaire
26. Diadoro le Divino

## Particularités
- La série suit un style très manga, reprenant d'ailleurs des points caractéristiques comme la grosse goutte de sueur pour exprimer la gêne.
- Étant ciblée sur un public jeune, la série propose une morale pour chaque épisode : le courage, la tolérance...
- La série s'inspire énormément du folklore sud-américain : les héros se battent avec la capoeira, jouent au tlachtli...
- En outre, leur texte est souvent entrecoupé d'espagnol, comme le cri de guerre des héros: « Combo Ninos, vamonos!! » (« Vamonos » peut se traduire par « En avant ») ou bien quelques mots, donnant parfois naissance à des jeux de mots: « Le tambour d'El Diablo! » « Diablo, ça rime pas avec problemo ? » ou « Je crois que ce guignol va nous attirer mucho problemos... »
- Bien qu'étant ciblée aux 6-10 ans, la série aborde (même superficiellement), par l'intermédiaire de Gomez, le thème de l'homosexualité.